# دوري آيسلندا الممتاز 1994
دوري آيسلندا الممتاز 1994 (بالآيسلندية: Trópídeild karla í knattspyrnu 1994) هو الموسم 83 من  دوري آيسلندا الممتاز. أقيم خلال الفترة 23 مايو 1994 وحتى 24 سبتمبر 1994، والذي يشرف على تنظيمه اتحاد آيسلندا لكرة القدم، وكان عدد الأندية المشاركة فيه  10، وفاز فيه ابروتاباندلاج أكرانيس.